# NGC 4603C
NGC 4603C је лентикуларна галаксија у сазвежђу Кентаур која се налази на NGC листи објеката дубоког неба.
Деклинација објекта је - 40° 45' 50" а ректасцензија 12h 40m 43,0s. Привидна величина (магнитуда) објекта NGC 4603 износи 13,0 а фотографска магнитуда 14,0. NGC 4603C је још познат и под ознакама ESO 322-49, MCG -7-26-25, DCL 117, PGC 42486.